# Falseuncaria
Falseuncaria là một chi bướm đêm thuộc phân họ Tortricinae của họ Tortricidae.

## Các loài
- Falseuncaria brunnescens Bai Guo & Guo, 1996
- Falseuncaria degreyana (McLachlan, 1869)
- Falseuncaria kaszabi Razowski, 1966
- Falseuncaria lechriotoma Razowski, 1970
- Falseuncaria rjaboviana Kuznetzov, 1979
- Falseuncaria ruficiliana (Haworth, [1811])